# Wilhelm Viktor Krausz
Wilhelm Viktor Krausz (* 21. März 1878 in Neutra, damals Ungarn; † 29. April 1959 in Baden bei Wien) war ein österreichischer Maler.

## Leben
Krausz studierte an der Wiener Akademie unter Franz Rumpler, in Paris bei Jules-Joseph Lefebvre und Tony Robert-Fleury sowie bei Heinrich von Zügel an der Münchener Akademie. Studienreisen führten ihn nach England, Holland, Spanien und in die Schweiz.
Während des Ersten Weltkriegs bemühte ich Krausz um Aufnahme als Kriegsmaler in das k.u.k. Kriegspressequartier, der erst relativ spät, am 22. November 1917 stattgegeben wurde. Im Rang eines Hauptmanns malte er zunächst auf dem Balkan. Dabei entstanden zahlreiche Porträts u. a. von Zar Ferdinand von Bulgarien und von Sultan Mehmet V. Krausz wurde bis Dezember 1918 in den Standeslisten des Kriegspressequartiers geführt. Nach dem Krieg porträtierte er zahlreiche Wiener Künstler wie die Schauspieler Hans Thimig und Josef Kainz. Ihre Bilder werden in der Galerie des Wiener Burgtheaters gezeigt.
Wilhelm Viktor Krausz verstarb (als US-Staatsbürger, zuletzt wohnhaft in 230 Central Park South, New York City) am 29. April 1959 während eines Kuraufenthaltes in Baden bei Wien. Er war ab 1919 mit Marianne Krausz, geb. Cohn, verwitwete Schick († 13. Juni 1938) verheiratet gewesen.  Er wurde am Friedhof der Feuerhalle Simmering bestattet.

## Werke (Auswahl)
- Porträt Kaiser Karl I., 1917, Öl auf Leinwand, ca. 150 × 100 cm, Heeresgeschichtliches Museum, Wien.[4]
- Österreichische Batterie in Kleinasien, 1916, Öl auf Leinwand, Heeresgeschichtliches Museum, Wien.
- Arthur Schnitzler, 1931, Öl auf Leinwand, Wien Museum